# The Bill Engvall Show
The Bill Engvall Show es una serie de televisión emitida por la cadena TBS entre julio de 2007 y septiembre de 2009. Fue protagonizada por el comediante Bill Engvall y creada por Engvall y Michael J. Leeson. La serie fue cancelada el 25 de septiembre de 2009.
Ambientada en los suburbios Louisville, Colorado, Engvall interpretaba a un consejero familiar llamado Bill Pearson que no siempre podía entender a su propia familia. Nancy Travis coprotagonizó como su esposa y Tim Meadows interpretó a su mejor amigo. Los hijos de Pearson fueron interpretados por Jennifer Lawrence, Graham Patrick Martin y Skyler Gisondo.

## Reparto
- Bill Engvall es Bill Pearson
- Nancy Travis es Susan Pearson
- Jennifer Lawrence es Lauren Pearson
- Graham Patrick Martin es Trent Pearson
- Skyler Gisondo	es Bryan Pearson
- Tim Meadows es Paul Dufrayne
- Brian Doyle-Murray es el señor Faulkner
- Cynthia Watros es A.J.